# Minucia maculata
Minucia maculata är en fjärilsart som beskrevs av Hans Daniel Johan Wallengren 1856. Minucia maculata ingår i släktet Minucia och familjen nattflyn. Inga underarter finns listade i Catalogue of Life.